# Sahle Dengel
Sahle Dengel, död 1855, var kejsare av Etiopien mellan 1832 och 1855.